# Carl Ludwig Hummel
Pour les articles homonymes, voir Hummel.
Ne doit pas être confondu avec Carl Hummel.
Carl Ludwig Hummel né Charles de Bourdon (Besançon, vers 1769 — Vienne, le 23 avril 1840) était un portraitiste autrichien d'origine française spécialisé dans les miniatures.

## Biographie
Carl Ludwig Hummel aurait probablement fuit la France durant la Terreur, rejoignant Berne en Suisse. Il entre ensuite au service de la grande-duchesse Alexandra Pavlovna de Russie, et s'installe à Vienne en Autriche. C'est à cette époque qu'il est référencé comme Carl Ludwig Hummel, version germanisée de son patronyme français Charles de Bourdon. Ses œuvres les plus connues sont le portrait des nobles Charles Philippe de Schwarzenberg, Charles-Louis d'Autriche-Teschen, Ferdinand von Kinsky, Ferdinánd Pálffy, Johann Rudolf Czernin von und zu Chudenitz, ainsi que ses miniatures réalisées lors du congrès de Vienne. Également critique d'art, il a notamment évalué la collection de Josephine Brunsvik en 1821. Carl Ludwig Hummel est mort le 23 avril 1840, et est enterré au cimetière Sankt Marx de Vienne.